# Typhus des broussailles
 Mise en garde médicale
Le typhus des broussailles (également appelé fièvre fluviale du Japon, typhus tropical ou tsutsugamushi) est une rickettsiose provoqué par  la bactérie Orientia tsutsugamushi. Ce typhus est transmis par des acariens du genre Leptotrombidium présents notamment dans les zones à végétation broussailleuse dense en Asie du Sud-Est. La maladie est caractérisée par une fièvre élevée associée à des douleurs musculaires et des ganglions augmentés de volume. La confirmation diagnostique peut être faite par sérologie. La létalité est variable, et le traitement repose sur un antibiotique de la classe des tétracyclines.

## Épidémiologie
Maladie endémique dans l'Est du continent asiatique et dans l'Ouest du Pacifique, la fièvre fluviale du Japon est notamment présente en Chine, Russie asiatique, Thaïlande, Laos, Cambodge, Malaisie, Japon et Australie.
Il y aurait près d'un million de nouveaux cas chaque année dans le monde. Orientia tsutsugamushi est la cause la plus fréquente d'encéphalite aiguë en Inde en 2022. Son incidence augmente en Chine, mais cela peut être la simple conséquence d'une meilleure détection. 
La maladie se déclare essentiellement entre juillet et novembre.
Il existe plusieurs sérotypes, les plus fréquents étant le « Karp » et le « Gillian », représentant 60 % des cas.

## Cause
La maladie est due à une bactérie, Orientia tsutsugamushi (anciennement nommée Rickettsia tsutsugamushi ou Rickettsia orientalis), qui appartient à l'ordre des rickettsiales. L'homme est un hôte accidentel de ces bactéries, le réservoir de l'infection est animal (rongeurs, lapin, porc).
La transmission se fait par piqûre de larves de trombiculidés (Leptotrombidium deliense). Ces acariens proches des aoûtats vivent habituellement dans des zones broussailleuses.

## Symptômes
Les symptômes présentés sont une fièvre élevée à 40 °C associée à des troubles cardiaques (myocardite), des signes pulmonaires (toux), des maux de tête, des douleurs musculaires, et des troubles gastro-intestinaux. Certaines souches plus virulentes d’ O. tsutsugamushi peuvent provoquer des hémorragies et une coagulation intravasculaire disséminée (CIVD).
Une pneumonie grave se développe chez environ un cinquième des patients.
Les lésions cutanées sont fréquentes, à type de nécrose limitée (taille d'une brûlure de cigarettes), essentiellement sur la face antérieure du corps (ventre, thorax, membres).
Les formes de la personne âgée ou sans atteinte cutanée, avec une hyperleucocytose et une albuminémie basse, sont les plus graves, ainsi que celles avec lymphopénie, hypothermie ou perturbation du bilan hépatique.

## Diagnostic
Il peut être sérologique (test de Weil-Felix), avec cependant une sensibilité faible. La PCR permet de détecter certains gènes du germe et est une méthode fiable.

## Traitement
L'antibiotique de référence est une tétracycline.

## Divers
Une première tentative pour produire un vaccin contre le typhus des broussailles a eu lieu au Royaume-Uni en 1937 (avec la fondation Wellcome qui avait prévu l'infection de 300 000 rats dans un projet classifié appelé « opération Tyburn »]), mais le vaccin n'a pas été utilisé.